# Sankt Sebastian (Niemcy)
Sankt Sebastian – miejscowość i gmina w Niemczech, w kraju związkowym Nadrenia-Palatynat, w powiecie Mayen-Koblenz, wchodzi w skład gminy związkowej Weißenthurm.